# Expedición 22
La Expedición 22 fue la 22ª estancia de larga duración en la Estación Espacial Internacional. Esta expedición comenzó el 30 de noviembre de 2009 con el desacoplamiento de la Soyuz TMA-15, con los otros miembros de la Expedición 21. Durante el primer período de 3 semanas, solo hubo 2 miembros de la tripulación, que ocurria por primera vez desde que el STS-121 transportó al tercer miembro para restaurar la tripulación permanente de la ISS a 3 personas después del desastre del Columbia de 2003. El Comandante fue Jeff Williams y el ingeniero de vuelo Maksim Surayev que llegaron a bordo de la Soyuz TMA-16, el 30 de septiembre durante la expedición anterior. A ellos se unieron los tripulantes de la Soyuz TMA-17 como el resto de la tripulación permanente, el 22 de diciembre de 2009, haciendo la Expedición 22 una tripulación de cinco.
La expedición terminó cuando Soyuz TMA-16 se desacopló de la ISS el 18 de marzo de 2010, y comenzó inmediatamente la Expedición 23.

## Tripulación
| Posición             | Primera parte (diciembre de 2009)            | Segunda parte (diciembre de 2009 a marzo de 2010) |                                              |
| -------------------- | -------------------------------------------- | ------------------------------------------------- | -------------------------------------------- |
| Comandante           | Jeffrey Williams, NASA Tercer vuelo espacial | Jeffrey Williams, NASA Tercer vuelo espacial      | Jeffrey Williams, NASA Tercer vuelo espacial |
| Ingeniero de vuelo 1 | Maksim Surayev, RSA Primer vuelo espacial    | Maksim Surayev, RSA Primer vuelo espacial         | Maksim Surayev, RSA Primer vuelo espacial    |
| Ingeniero de vuelo 2 |                                              | Oleg Kotov, RSA Segundo vuelo espacial            |                                              |
| Ingeniero de vuelo 3 |                                              | Soichi Noguchi, JAXA Segundo vuelo espacial       |                                              |
| Ingeniero de vuelo 4 |                                              | Timothy Creamer, NASA Primer vuelo espacial       |                                              |

FuenteNASA

### Tripulación de Reserva
- Shannon Walker - Comandante
- Aleksandr Skvortsov
- Douglas H. Wheelock
- Anton Shkaplerov
- Satoshi Furukawa

## Galería

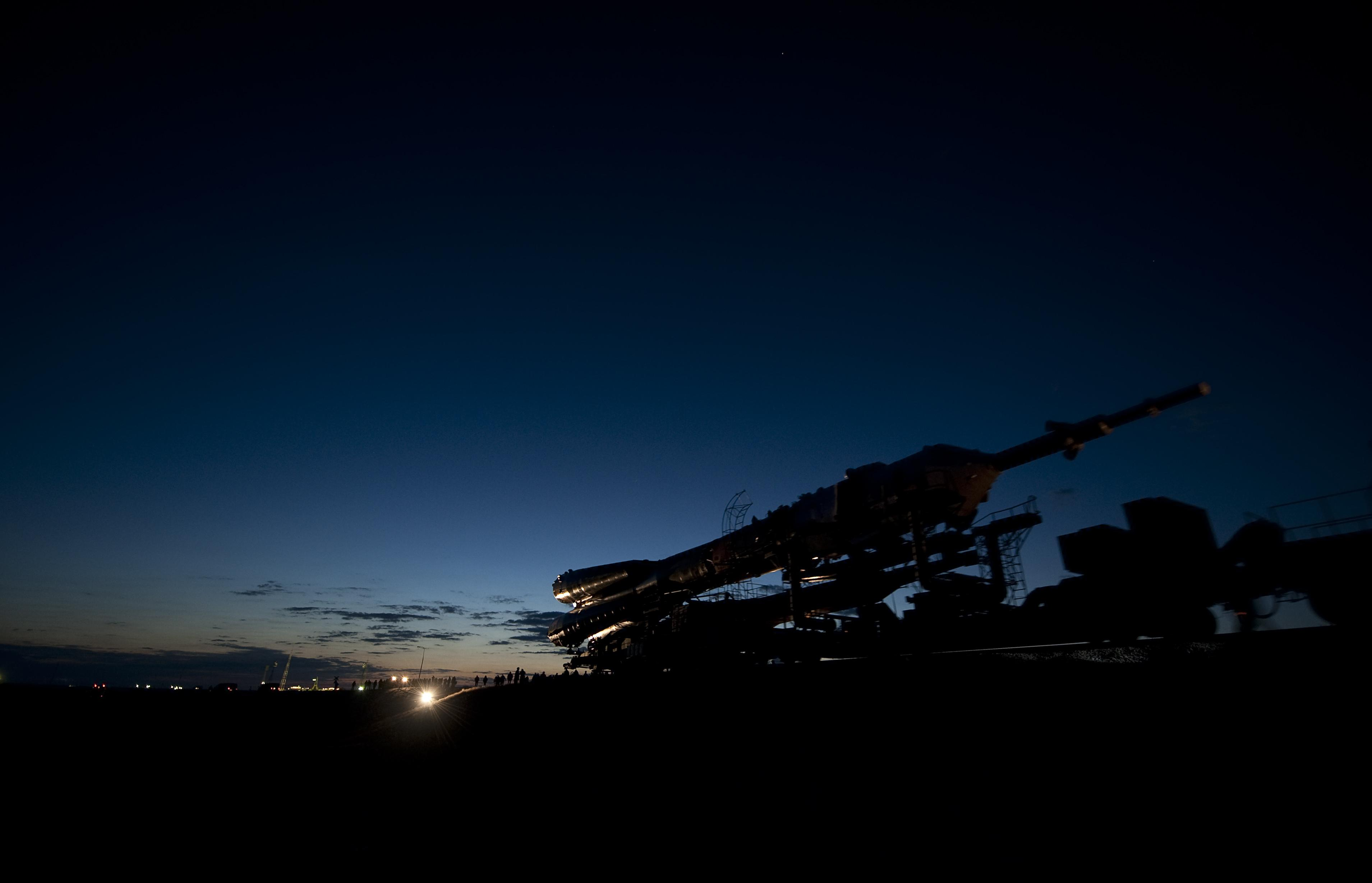
La Soyuz TMA-17, transladándose en tren a la plataforma de lanzamiento en Cosmódromo de Baikonur, Kazajistán.
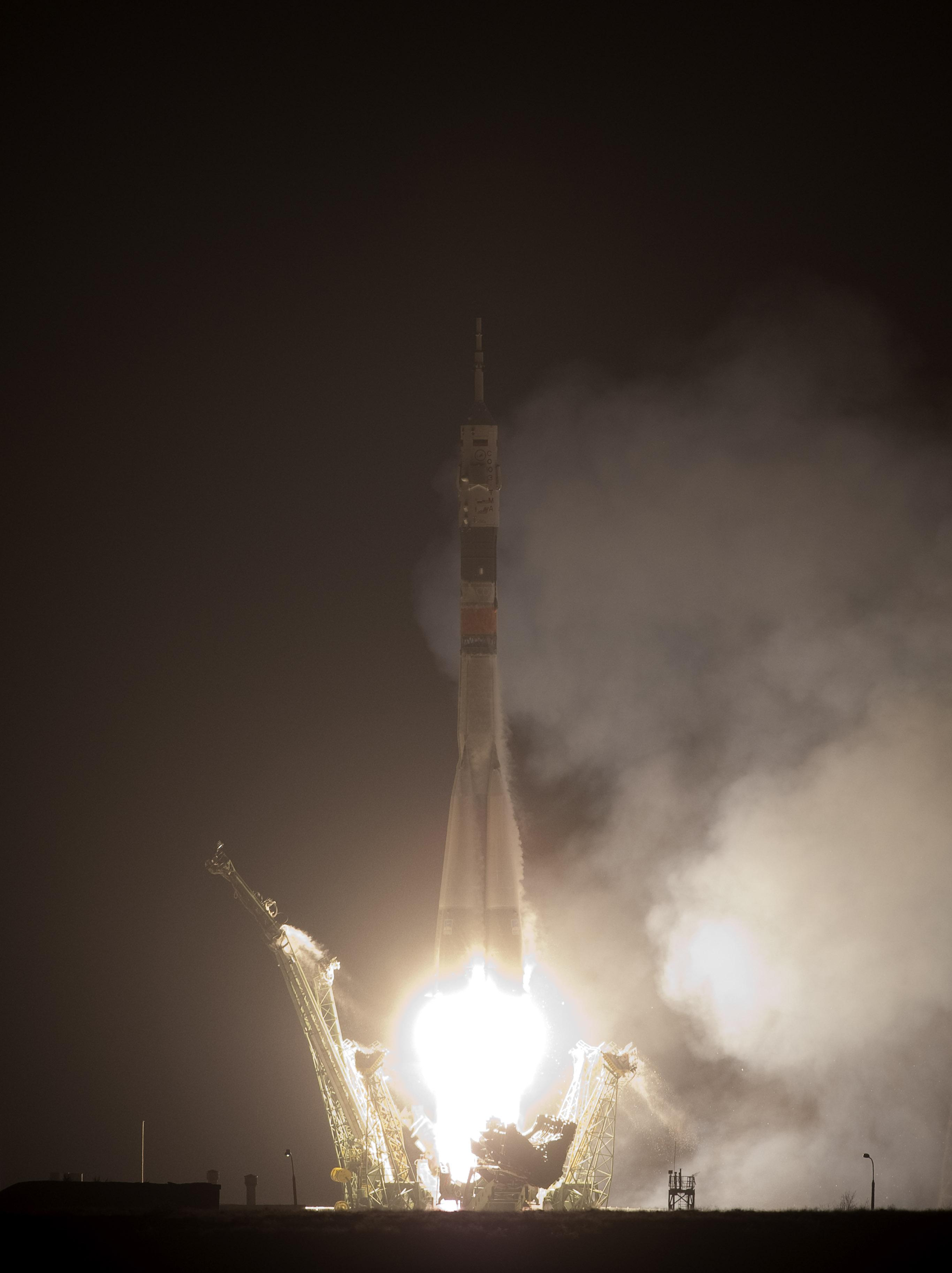
La Soyuz TMA-17, despega rumbo a la ISS con la Expedición 22 .
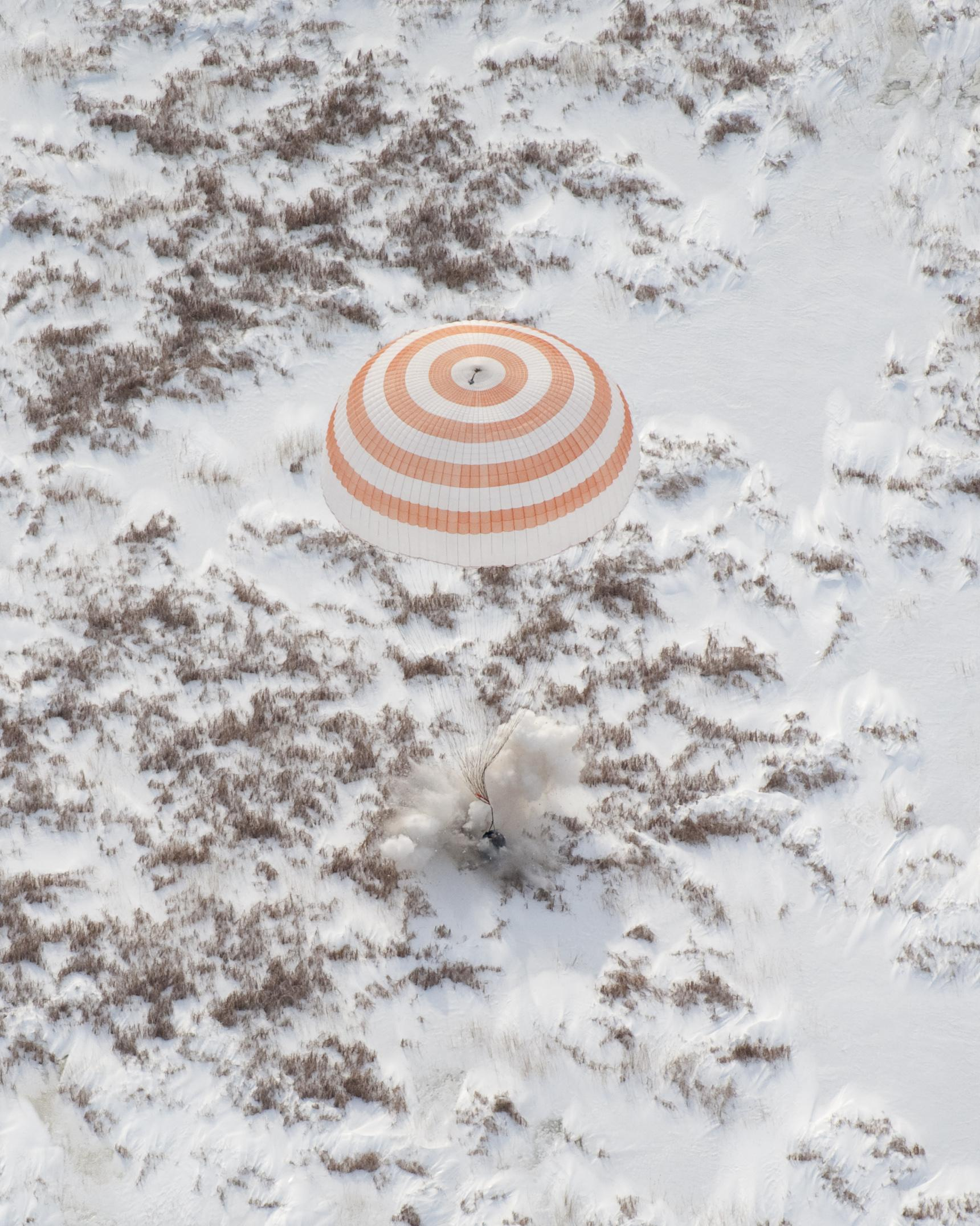
La Expedición 22 aterriza.18 de marzo, 2010.